# Осінський Володимир Миколайович
Осінський Володимир Миколайович (* 25 жовтня 1935, Бердичів, Житомирської обл.) — директор Бердичівської швейної фабрики(нині ВАТ Бердичівська фабрика одягу) в період з 1984 по 1997 роки, депутат міської ради. Під його керівництвом підприємство пережило найтяжчі часи «Перебудови» та встановлення незалежності України і залишилось на сьогодні найбільшим підприємством міста Берди́чева. За його безпосередньої участі як керівника був створений один з найперших в Україні підрозділів з Автоматизованої Системи Управління Виробництвом (АСУВ) на бердичівському ВО «Прогрес» у 1975 році.

## Біографія
Народився 25 жовтня 1935 р. в Бердичеві у сім'ї телеграфіста Бердичівського залізничного вокзалу Осінського Володимира Іларіоновича та домогосподарки Осінської Анастасії Федорівни. Батько, Осінський М. І. відзначався тим, що серед всіх відомих на той час телеграфістів міста був здатен, у випадку поломки телеграфного апарату, що приймав інформацію на телеграфну стрічку, прийняти її на слух, як знавець Азбуки Морзе.
У 1942 році під час німецької окупації поступив у перший клас, та після двох тижнів навчання освіта була перервана тим, що у зв'язку з холодною зимою та неможливістю опалювати приміщення німці закрили школу та порубали дерев'яні парти на дрова. Знову у перший клас вдалось поступити вже тільки у 1944 році у віці 9 років, коли Бердичів було зайнято радянськими військами. Це була початкова школа № 10. Закінчивши 4 початкових класи цієї школи Володя продовжив навчання у 7-річній школі. Спочатку це була школа № 5 (5-й та 6-й класи), та школа № 7 (6-й та 7-й класи). Зміна шкіл була пов'язана з необхідністю перепрофілювання призначення повоєнних будівель.
У 1951 році Володя Осінський стає учнем Бердичівського машинобудівного технікуму за спеціальністю — оператор машин хімічної промисловості. У цей час отримує стипендію, що дозволяє частково поліпшити надзвичайно тяжкий фінансовий стан сім'ї. Батько Осінський М. І. отримував заробітну плату, якої після виплати податків вистачало ледь на один буханець хліба.
У 1955 році успішно закінчивши навчання та отримавши спеціальність Осінський В. М. поступає на роботу на бердичівський завод хімічного машинобудування «Прогрес» і починає свій робочий шлях спочатку на посаді помічника майстра, а вже з 1956 року майстра котельно-ковальського цеху. На цій посаді працює до 1960 року.
У 1965 році Володимир Миколайович вступає на заочне відділення до Ленінградського фінансово-економічного інституту. Диплом отримав 1970 році. Але вже у 1969 році, ще до отримання вищої освіти, Осінський В. М. отримує призначення на посаду замісника начальника заготівельного цеху ВО «Прогрес». У 1971 році стає начальником цього цеху. На хвилі модної на той час у СРСР автоматизації управління виробництвом, у 1973 році Володимира Миколайовича призначено начальником АСУВ ВО «Прогрес». Практично з нуля він створює колектив та проектує розвиток нової справи. Вже за рік у новобудові розпочав свою роботу один з перших АСУВ в Україні на великому машинобудівному підприємстві.
Реалізація програми АСУВ проходила в Україні під патронатом та за ініціативою академіка Глушкова Віктора Михайловича. Проте недосконалість розвитку систем управління радянським виробництвом, його надмірна плановість не дали на той час очікуваних результатів від впровадження АСУВ. Осінський В. М. в той час відзначає, що це було подібно до «встановлення реактивного двигуна на воза». У 1977 році Володимира Миколайовича призначено замісником головного інженера ВО «Прогрес».
На цій посаді він працює до 1981 року, коли влітку цього року йому запропоновано зайняти посаду головного інженера Івано-франківського арматурного заводу. Підприємство на той час випускало арматуру для атомних електростанцій. І на сьогодні ПАТ «Івано-Франківський арматурний завод» — один з найбільших в Україні виробників трубопровідної арматури для підприємств енергетики, нафтогазового комплексу, хімічної промисловості, металургії й водопостачання.(https://web.archive.org/web/20130609033814/http://ifaz.com.ua/page8.html)
Отже влітку 1981 року Осінський В. М. переїжджає до Івано-Франківська, проте цей життєвий досвід виявився невдалим і вже за рік, у 1982 році. Осінський повертається до Бердичева на ВО «Прогрес», де займає посаду начальника виробництва ВО «Прогрес».
Восени 1983 року Володимиру Миколайовичу поступила нова пропозиція — очолити Бердичівську швейну фабрику, яка, як на той час, так сьогодні, є одним з найбільших підприємств легкої промисловості України.(http://www.bfo.com.ua/index.html [Архівовано 8 липня 2013 у Wayback Machine.]) З 1983 по 1997 роки Осінський В. М. працював директором Бердичівської швейної фабрики.